# 481 Еміта
481 Еміта (481 Emita) — астероїд головного поясу, відкритий 12 лютого 1902 року Луіджі Карнерою у Гейдельберзі.